# Antalovecka Poljana
Antalovecka Poljana (též Antalovská Polana, ukrajinsky Анталовецька Поляна, maďarsky Antalóci Polyana, 968 m n. m.) je zalesněná hora v západní části masivu Makovycja ve Vihorlatsko-gutinské oblasti. Nachází se nad vsí Antalovci mezi městy Užhorod, Perečín a Seredné na západě Zakarpatské oblasti (jihozápadní Ukrajina). Severní a severovýchodní svahy kopce jsou strmé, jižní a východní naopak pozvolné. Téměř souvislý lesní porost tvoří zejména duby, habry a buky. Rostou zde ohrožené druhy rostlin, např. sněženka podsněžník (Galanthus nivalis), rulík zlomocný (Atropa bella-donna) a lilie zlatohlavá (Lilium martagon). Typickými zástupci fauny jsou sovy, strakapoudi, srnci, jezevci, kuny apod. Severně od Antalovecké Poljany se nachází hřbet Synatorija, na východ leží hora Makovycja (978 m) a na jihozápad hora Dil (793 m). Západní svahy hory spadají do údoilí řeky Uh, severní do údolí řeky Tur'ja. Nejbližšími vesnicemi jsou Antalovci, Orichovycja s Kam'janycja.